# Ulla Joneborg
Ulla Margrete Joneborg, född 26 januari 1932 i Helsingfors, är en dansk-svensk arkitekt. 
Joneborg, som är dotter till ingenjör Ernst Hansen och Lilly Engqvist, avlade studentexamen i Köpenhamn 1950, utexaminerades från Kunstakademiets Arkitektskole 1956 och studerade vid Kungliga Konsthögskolan 1958–1961. Hon anställdes hos arkitekt Ole Hagen i Köpenhamn 1956, hos Georges Candilis i Paris 1957, hos Sven Markelius i Stockholm 1958–1959 och bedrev egen arkitektverksamhet från 1961. Hon gifte sig 1958 med arkitekten Olov Joneborg (1932–2017).